# Odo al IV-lea de Troyes
Odo de Champagne (n. cca. 1040–d. 1115), a fost conte de Troyes și de Meaux între 1047 și 1066, apoi conte de Aumale între 1069 și 1115.

## Biografie
Odo a fost fiul contelui Ștefan al II-lea de Troyes și Meaux cu Adela. El era încă minor atunci când tatăl său a murit, drept pentru care unchiul său Theobald al III-lea de Blois a activat ca regent de Troyes.
În 1060, Odo s-a căsătorit cu Adelaida de Normandia, fiică a ducelui Robert I de Normandia și văduvă a contelui Enguerrand al II-lea de Ponthieu (totodată, senior de Aumale) și a contelui Lambert al II-lea de Lens. După moartea fiicei unice a lui Enguerrand, Adelaida, mama sa Adelaida de Normandia a devenit moștenitoare a sa și ca urmare, prin căsătoria sa cu aceasta, Odo a achiziționat titlul de conte de Aumale, în cuprinsul Ducatului de Normandia prin dreptul soției sale.
Adelaida (numită uneori Adeliza) era de asemenea soră a ducelui Guillaume al II-lea de Normandia, iar Odo l-a însoțit pe cumnatul său în cucerirea normandă a Angliei din 1066. Theobald al III-lea de Blois a preluat apoi posesiunile lui Odo din regiunea Champagne. Pentru serviciile oferite de Odo, William Cuceritorul (devenit regele William I al Angliei) i-a acordat ca posesiune Holderness, în Yorkshire. Implicat într-un complot împotriva regelui William al II-lea Rufus, Odo a fost făcut prizonier în 1095.

## Familie
Odo a avut un fiu cu Adelaida: Ștefan, devenit apoi conte de Aumale și decedat în 1127.